# Велвју (Минесота)
Велвју (енгл. Belview) град је у америчкој савезној држави Минесота.

## Демографија
По попису из 2010. године број становника је 384, што је 28 (-6,8%) становника мање него 2000. године.
| Група             | 2000.       | 2010.       |
| Белци             | 404 (98,1%) | 376 (97,9%) |
| Афроамериканци    | 0 (0,0%)    | 0 (0,0%)    |
| Азијати           | 7 (1,7%)    | 2 (0,5%)    |
| Хиспаноамериканци | 0 (0,0%)    | 1 (0,3%)    |
| Укупно            | 412         | 384         |